# Lumiconger arafura
Lumiconger arafura és una espècie de peix pertanyent a la família dels còngrids i l'única del gènere Lumiconger.

## Descripció
- El mascle pot arribar a fer 26,1 cm de llargària màxima i la femella 26,6.[3]

## Hàbitat
És un peix marí, demersal i de clima tropical que viu entre 27-104 m de fondària a la plataforma continental.

## Distribució geogràfica
Es troba a l'Índic oriental: des de l'oest del golf de Carpentària fins a l'oest de Darwin (Austràlia).

## Costums
És bentònic.

## Observacions
És inofensiu per als humans.